# Kim Young-kwang
Kim Young-kwang (en hangul: 김영광; en hanja: 金永光; Goheung, Corea del Sur, 28 de junio de 1983) es un exfutbolista surcoreano que jugaba como guardameta.

## Selección nacional
Fue internacional con la selección de fútbol de Corea del Sur en 17 ocasiones.

### Participaciones en Copas del Mundo
| Mundial                               | Sede                   | Resultado        | Partidos | Goles |
| ------------------------------------- | ---------------------- | ---------------- | -------- | ----- |
| Copa Mundial de Fútbol Sub-20 de 2003 | Emiratos Árabes Unidos | Octavos de final | 4        | 0     |
| Copa Mundial de Fútbol de 2006        | Alemania               | Fase de grupos   | 0        | 0     |
| Copa Mundial de Fútbol de 2010        | Sudáfrica              | Octavos de final | 0        | 0     |

### Participaciones en Juegos Olímpicos
| Olimpiada                       | Sede   | Resultado        | Partidos | Goles |
| ------------------------------- | ------ | ---------------- | -------- | ----- |
| Juegos Olímpicos de Atenas 2004 | Grecia | Cuartos de final | 4        | 0     |

## Clubes
| Club                       | País          | Año       |
| -------------------------- | ------------- | --------- |
| Chunnam Dragons            | Corea del Sur | 2002-2006 |
| Ulsan Hyundai              | Corea del Sur | 2007-2014 |
| → Gyeongnam F. C. (cedido) | Corea del Sur | 2014      |
| Seoul E-Land               | Corea del Sur | 2015-2019 |
| Seongnam F. C.             | Corea del Sur | 2020-2023 |

## Palmarés

### Campeonatos nacionales
| Título          | Club            | País          | Año  |
| --------------- | --------------- | ------------- | ---- |
| Korean FA Cup   | Chunnam Dragons | Corea del Sur | 2006 |
| Copa de la Liga | Ulsan Hyundai   | Corea del Sur | 2007 |
| Copa de la Liga | Ulsan Hyundai   | Corea del Sur | 2011 |

### Copas internacionales
| Título                      | Club          | Sede                  | Año  |
| --------------------------- | ------------- | --------------------- | ---- |
| Liga de Campeones de la AFC | Ulsan Hyundai | Ulsan (Corea del Sur) | 2012 |

### Distinciones individuales
| Distinción                                  | Año  |
| ------------------------------------------- | ---- |
| Premio especial de la K League (ex aequo)   | 2009 |
| Parte del once ideal de la K League Classic | 2011 |
| Parte del once ideal de la K League 2       | 2018 |